# 七日町商店街

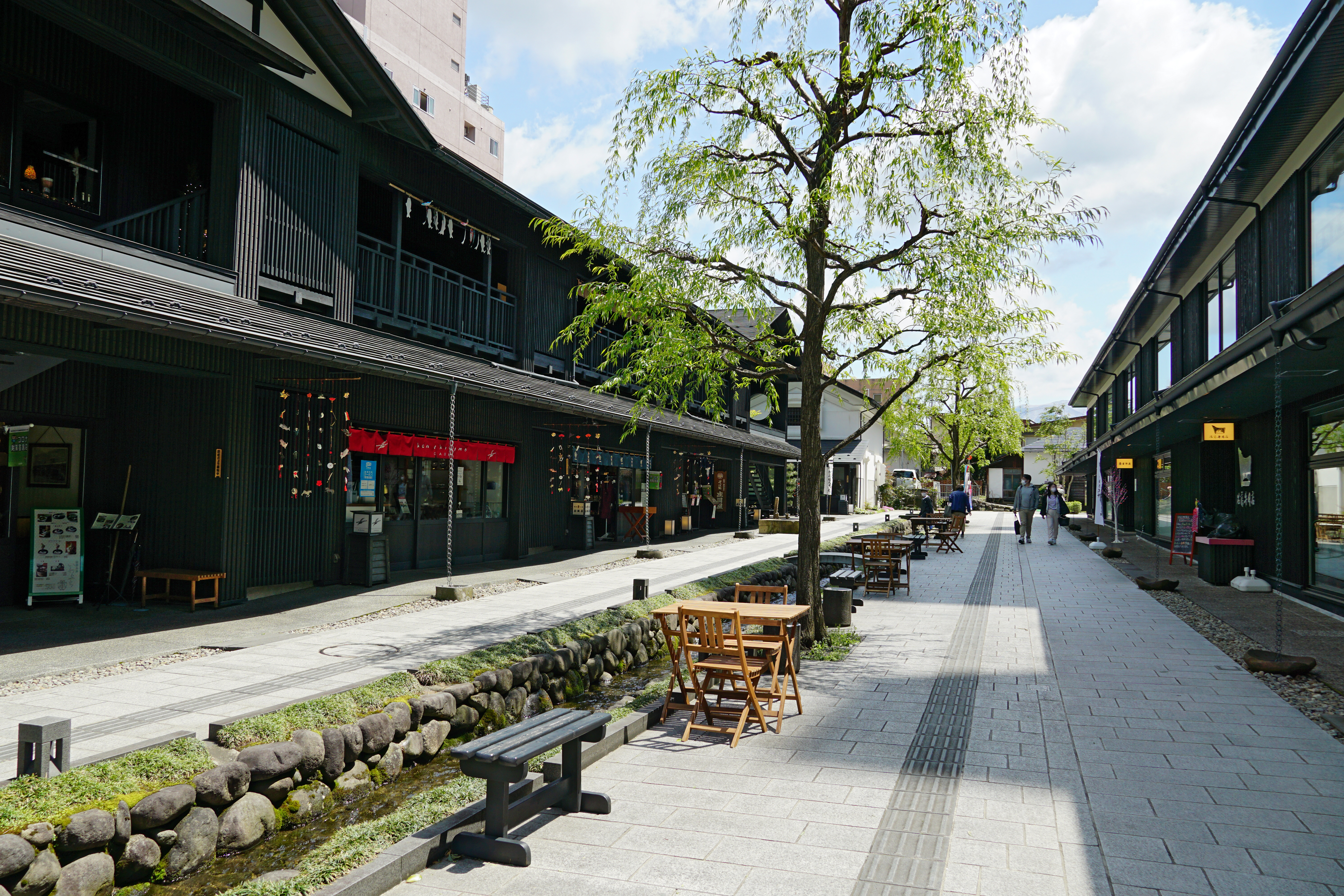
水の町屋七日町御殿

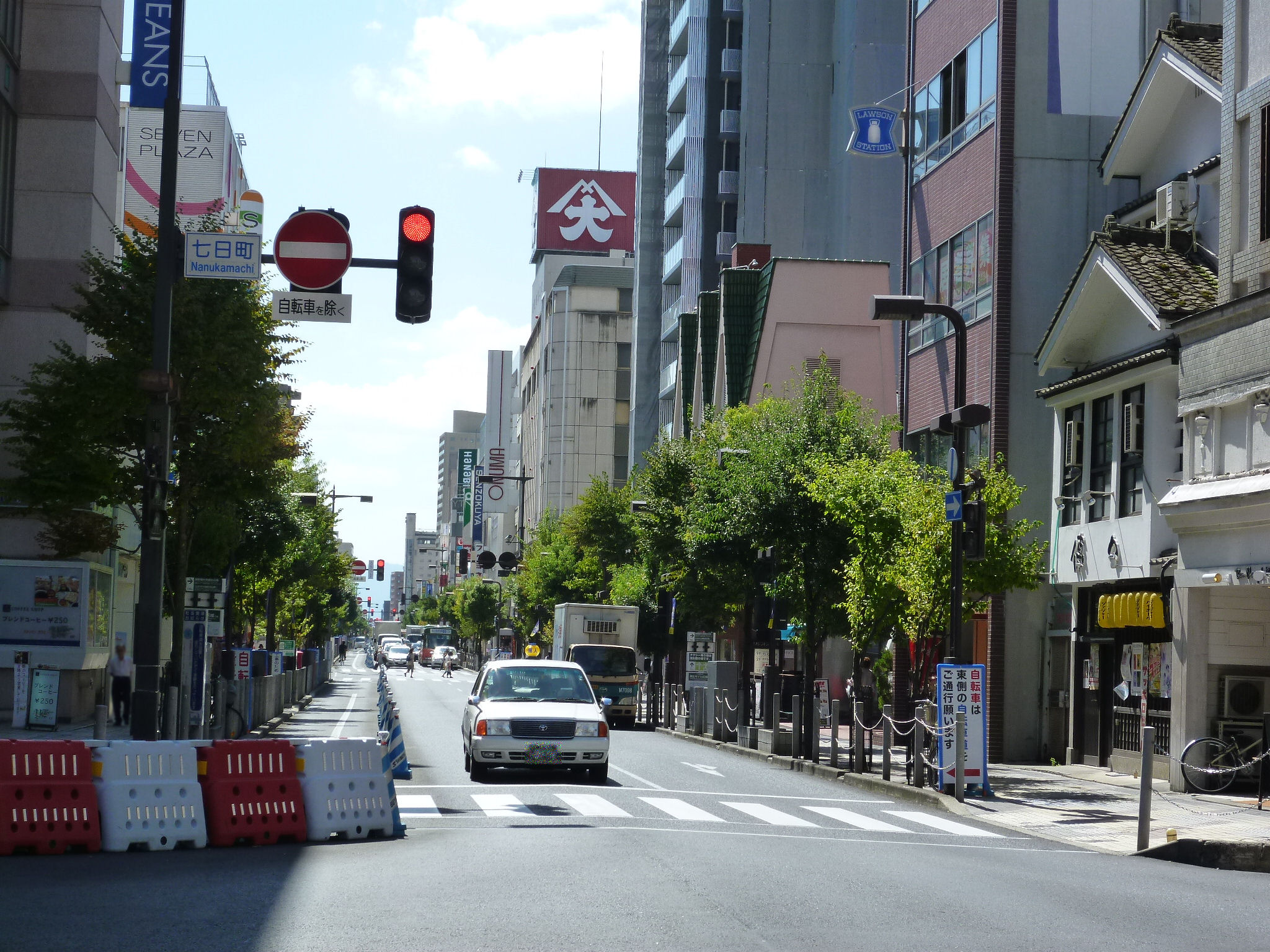
七日町交差点付近

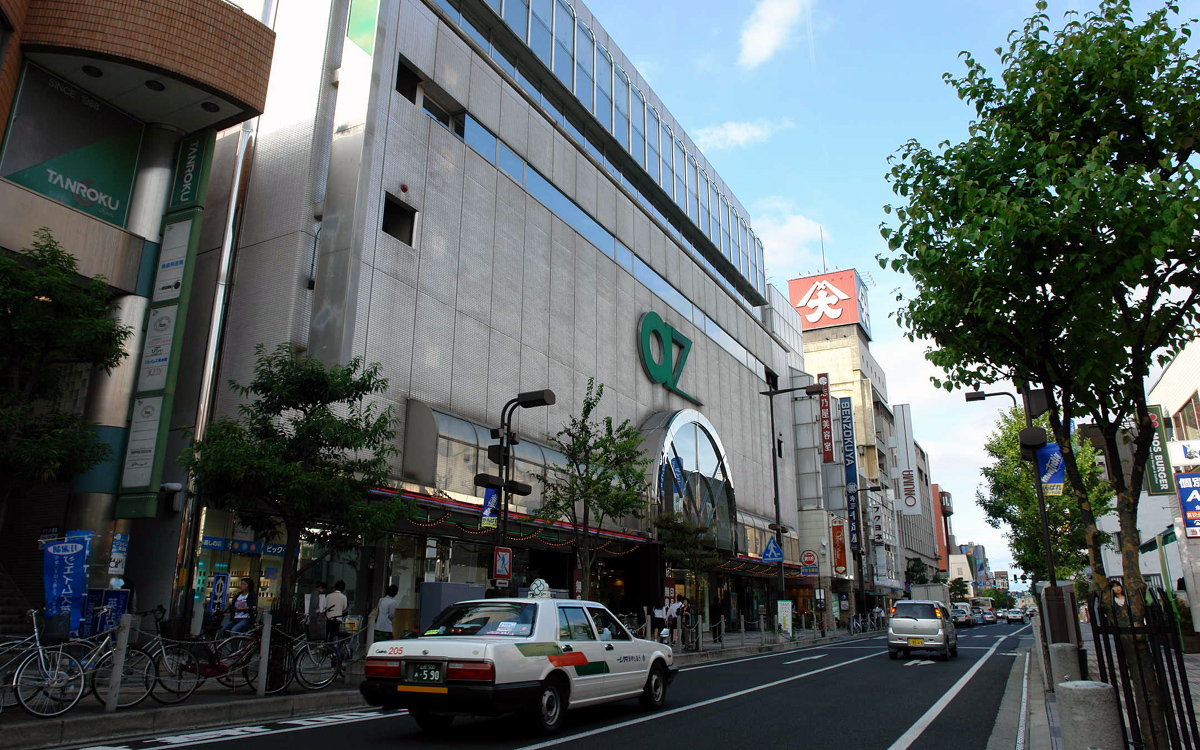
七日町通りに面する中央公民館（アズ七日町）

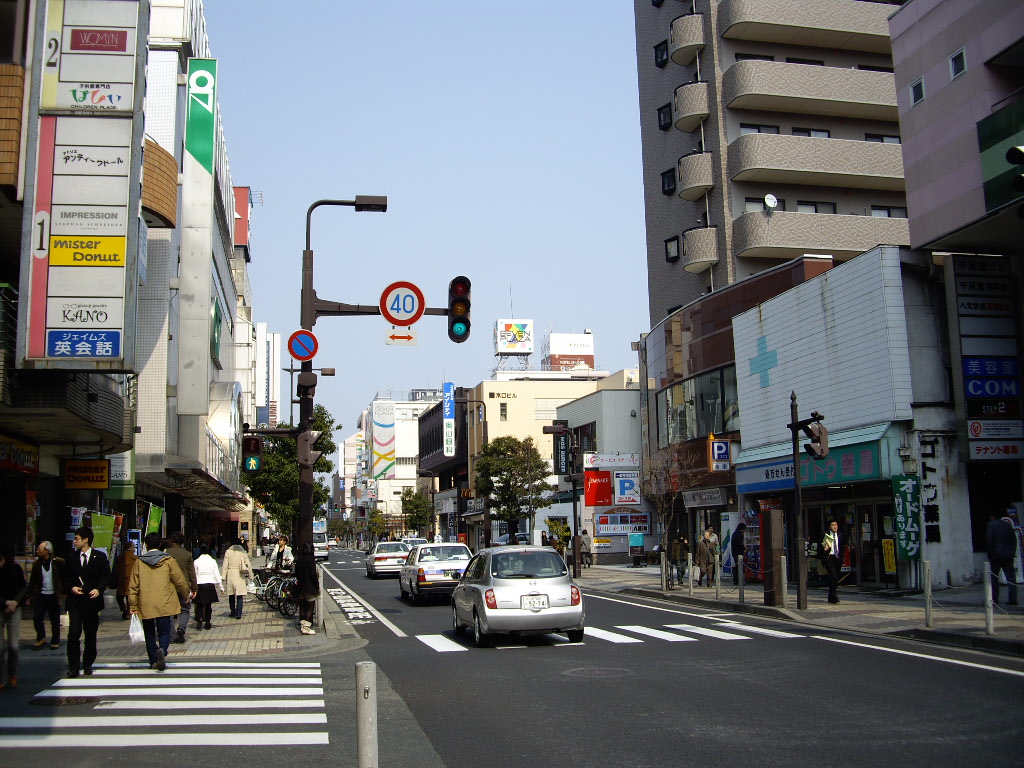
本町付近

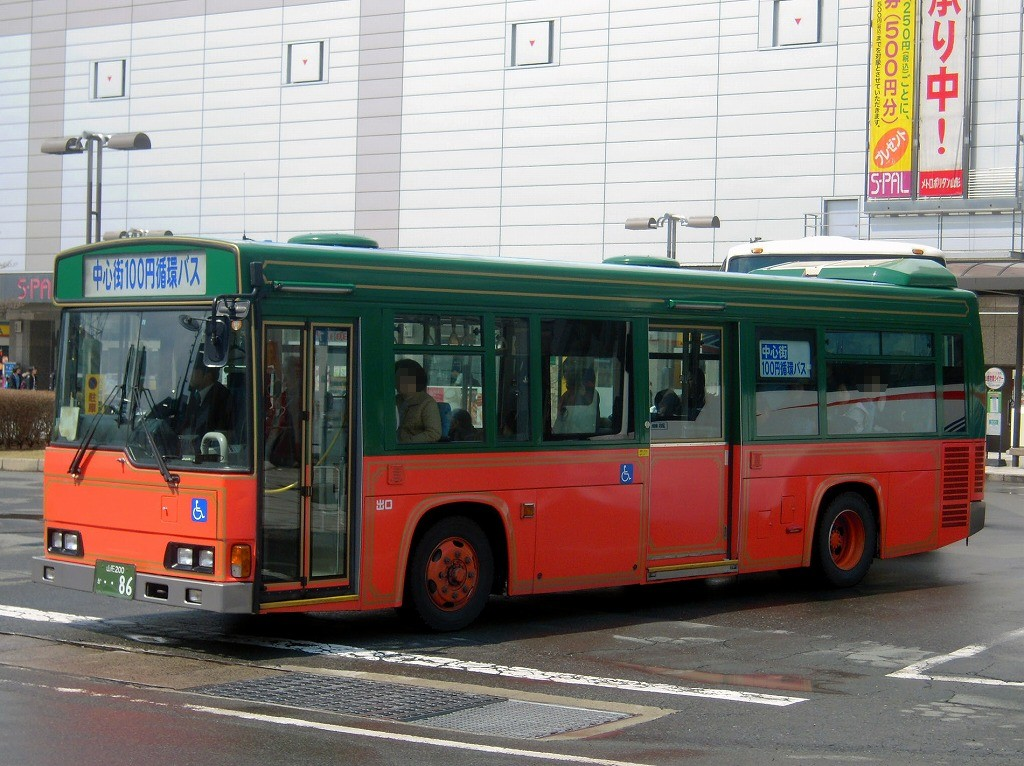
中心街100円循環バス

七日町商店街（なのかまちしょうてんがい）は、山形県山形市七日町にある商店街。

## 概要
中心市街地の七日町に位置する商店街で、1964年2月1日に七日町商店街振興組合が発足している。2017年10月現在の組合員数は82。
かつては十日町角から七日町十字路（七日町四辻）までアーケードが設けられていたが、老朽化のため撤去され、歩道には無散水消雪設備が導入され電線地中化も推進された。また山形五堰の一つである御殿堰があり街の近代化に伴い塞がれていたが、2010年に再整備されて商業施設の「水の町屋七日町御殿堰」がオープンした。
イオンモール山形南など大型店の市郊外へ進出や、買い物客の仙台市への流出などから、往時に比べ客足は減少しているが、市や山形商工会議所などと共に商店街活性化に取り組んでいる。しかし、2020年1月、集客の中核を担っていた大沼山形本店が閉店した。大沼の閉店により、山形県は日本で初めて百貨店が存在しない百貨店空白県になった。
2000年から商工会議所が「中心街100円循環バス」の運行を開始し、七日町商店街もルートに組み込まれた。2017年7月からは循環バス「コミュニティ西部」と「中心街100円」、新設の「コミュニティ東部」を組み合わせ、コミュニティバス「ベニちゃんバス」運行を開始した。100円バス同様、七日町商店街に停車する。 
1989年に食料品流通改善協会から第12回優良経営食料品等小売店全国コンクール農林水産大臣賞を受賞。2006年5月に中小企業庁による「がんばる商店街77選」に選出。2018年3月には経済産業省・中小企業庁から「はばたく商店街30選」に選定される。

## 年表
- 1917年 - 市内の宮崎合名社が七日町の芝居小屋「旭座」の一部を使って映画の上映を始める。付近の通りは「旭座前通り」と呼ばれるようになった[3]。
- 1932年 - 「旭座前通り」が「旭銀座」と呼ばれるようになる。1961年時点で、市内中心部だけで１３軒の映画館があり、七日町周辺は９軒、このうち旭銀座には６軒の映画館があった[3]。
- 1987年 - 七日町一丁目に山形市中央公民館が入る複合商業施設「AZ七日町」がオープン[4]。
- 1988年11月19日 - AZ七日町の南隣に再開発ビル「TAN6 SQUARE」がオープン。
- 1995年 - 「旭銀座」が「シネマ通り」と呼ばれるようになる[3]。
- 2000年8月20日 - 七日町二丁目で営業していた山形松坂屋が閉店[5]。
- 2003年12月6日 - 七日町二丁目の緑屋山形店や電巧堂山形店が出店していたビル跡地および周辺が再開発され、商業施設とイベント広場（ほっとなる広場公園）からなる「E-NAS（イイナス）」が開業[6]。
- 2007年11月30日 - 七日町四丁目のシネマ旭が閉館[7]。かつては300メートルほどの通りに6軒の映画館がひしめく「シネマ通り」であったが、これによって最後の1軒が閉館となった[3]。
- 2010年4月 - 山形五堰の七日町御殿堰が再整備され、近接して商業施設「七日町御殿堰」が開業。
- 2012年10月 - 七日町一丁目のCOCO21ビル（旧称：寿ビル。ジャスコ山形店（山形ジャスコシティ）、ヤマザワジャスコ地下店→七日町店、富士銀行山形支店などがテナントとして入る）の跡地に建設された地上20階・130戸「シティタワー山形七日町」が竣工。
- 2016年
  - 6月末 - 七日町四丁目の料亭「のゝ村」が閉店[8]。
  - 9月1日 - 七日町二丁目の「セブンプラザ」と周辺区域が再開発されることが明らかとなる[9]。再開発によって20階建ての住宅棟と、2階建ての商業棟が2020年10月にオープンを予定する[10]。
- 2017年
  - 3月25日 - 七日町一丁目の七日町商店街駐車場跡地に建設された街なかコミュニティ機能型交流拠点「N－GATE（エヌゲート）」の駐車場部分が開業[11]。
  - 4月8日 - 七日町一丁目にジョインセレモニーによるブライダル複合施設「オワゾブルー山形」が開業[12]。
  - 4月22日 - N－GATEがグランドオープン[13]。
  - 7月 - 七日町二丁目の陶商ビル（旧称：蜂谷ビル）がオーナー交代によってプラザビル七日町に名称変更[14]。
- 2018年
  - 7月14日 - 山形市役所前から七日町商店街にかけて東北芸術工科大学が主催する音楽文化イベント「オトナルヤマガタ’18」の一環として、同大学の学生約50人が中心となり、シネマ通りを含む「七日町通り」のとんがりビルや郁文堂書店などで映画を上映[3]。
- 2020年
  - 1月26日 - 山形の老舗デパートとして親しまれた大沼が閉店し、翌日自己破産。
- 2021年
  - 7月21日 - セブンプラザ跡に完成した高層マンション「デュオヒルズ山形七日町タワー」に隣接する商業棟「七日町ルルタス」がオープン[15]。
  - 10月16日 - 十一屋本店の建て替えに併せ、御殿堰が西側にも拡大されることが明らかとなる[1]。
- 2023年
  - 11月1日 - 十一屋七日町本店が新装開店。改築に合わせ同社は御殿堰整備用地として約170平方メートルを市に売却した[16]。

## 近隣施設
- 文翔館